# Jacques Louis Debatz
Jacques Louis Constant Debatz est un homme politique français né le 12 juillet 1753 à Soissons (Aisne) et mort le 16 juillet 1837 à Laon (Aisne).

## Biographie
Premier secrétaire de l'intendance de Soissons, puis directeur des étapes et convois militaires, il est élu député de l'Aisne au Conseil des Cinq-Cents le 24 vendémiaire an IV. Il est nommé directeur des contributions de l'Aisne de 1800 à 1812, puis conseiller de préfecture en 1815.

## Sources
- « Jacques Louis Debatz », dans Adolphe Robert et Gaston Cougny, Dictionnaire des parlementaires français, Edgar Bourloton, 1889-1891 [détail de l’édition]